# Castiarina woodi
Castiarina woodi es una especie de escarabajo barrenador metálico del género Castiarina, categorizada en la tribu Stigmoderini, de la subfamilia Buprestinae.

## Distribución
Se distribuye por Australasia.

## Taxonomía
Fue descrita científicamente por Barker en 1993.